# Cerkiew św. Michała Archanioła w Holeszowie
Cerkiew św. Michała Archanioła – prawosławna cerkiew parafialna w Holeszowie, w dekanacie Terespol diecezji lubelsko-chełmskiej Polskiego Autokefalicznego Kościoła Prawosławnego.

## Historia

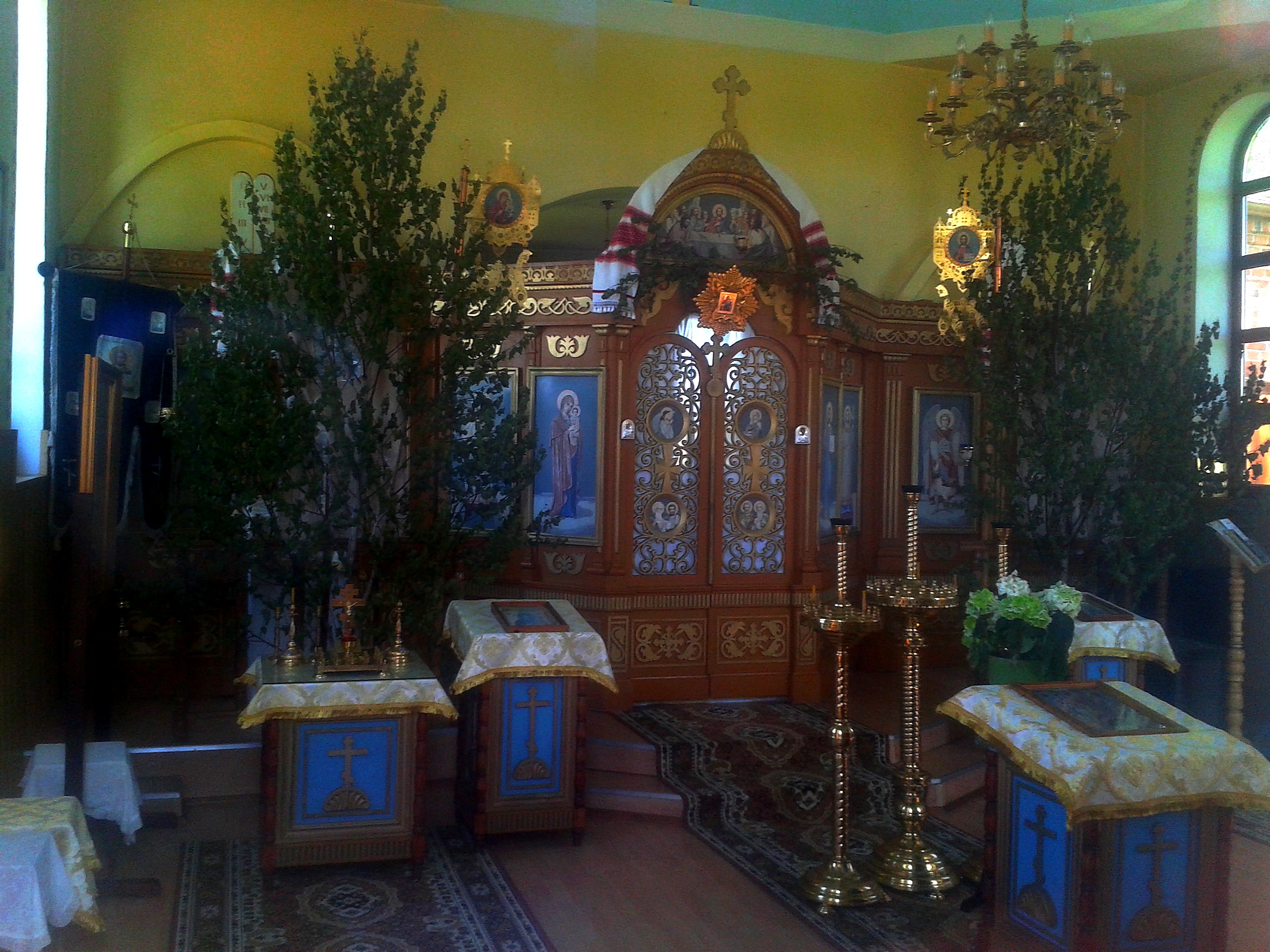
Ikonostas

Unicka cerkiew w Holeszowie została wzniesiona w końcu XVII w. z inicjatywy Karola Stanisława Radziwiłła. Była to jedna ze świątyń zbudowanych w tym okresie przez Radziwiłłów z Białej w celu autentycznego nawrócenia na unię miejscowych wyznawców prawosławia. W 1872 do miejscowej parafii uczęszczało 905 osób. Trzy lata później placówka duszpasterska pod przymusem przeszła do Rosyjskiego Kościoła Prawosławnego razem z całą unicką diecezją. Pierwsza holeszowska cerkiew spłonęła podczas I wojny światowej, toteż po powrocie z bieżeństwa miejscowi parafianie wznieśli nową świątynię, rozbudowując jedyną ocalałą część starszej świątyni – dzwonnicę. Cerkiew ta została w 1938 zburzona podczas akcji rewindykacyjno-polonizacyjnej. W 1947 prawosławni mieszkańcy Holeszowa zostali wywiezieni w ramach akcji „Wisła”.
Ok. 50 prawosławnych rodzin postanowiło wrócić do Holeszowa po 1958. Początkowo wierni spotykali się na modlitwę na cmentarzu prawosławnym we wsi lub w prywatnym domu, następnie wznieśli na cmentarzu prowizoryczną kaplicę, do której wstawiono ikonę podarowaną przez archimandrytę Sawę, przełożonego monasteru św. Onufrego w Jabłecznej. Nową cerkiew planowano wznieść w obrębie cmentarza, jednak na obranym pod świątynię miejscu miejscowi katolicy wznieśli dzwonnicę. Ostatecznie cerkiew św. Michała Archanioła została zbudowana na miejscu świątyni z XVII w., w 1983, w dużej mierze dzięki staraniom przełożonego monasteru św. Onufrego w Jabłecznej archimandryty Nikona. W 2012 przy cerkwi umieszczono pomnik upamiętniający tego duchownego.

## Skit św. Mikołaja Cudotwórcy
W 2016 r. przy cerkwi rozpoczął działalność żeński Dom Zakonny św. Mikołaja Cudotwórcy. Pierwszą przełożoną wspólnoty została siostra Nikołaja (Aleksiejuk), jej następczynią jest od 2020 r. siostra Atanazja (Szymaniuk).
Od 24 lipca 2019 r. jest to skit, podlegający monasterowi Opieki Matki Bożej w Turkowicach.
W 2020 r. w skicie przebywały trzy mniszki.